# NGC 6904
NGC 6904 في الفهرس العام الجديد، هي مجرة، تقع في كوكبة الثعلب. اكتشفت في 18 أغسطس 1828 بواسطة جون هيرشل.

## روابط خارجية
- NGC 6904 على موقع ويكي سكاي: DSS2, SDSS, GALEX, IRAS, Hydrogen α, X-Ray, Astrophoto, Sky Map, Articles and images